# Wenkheimer Hof (Iphofen)

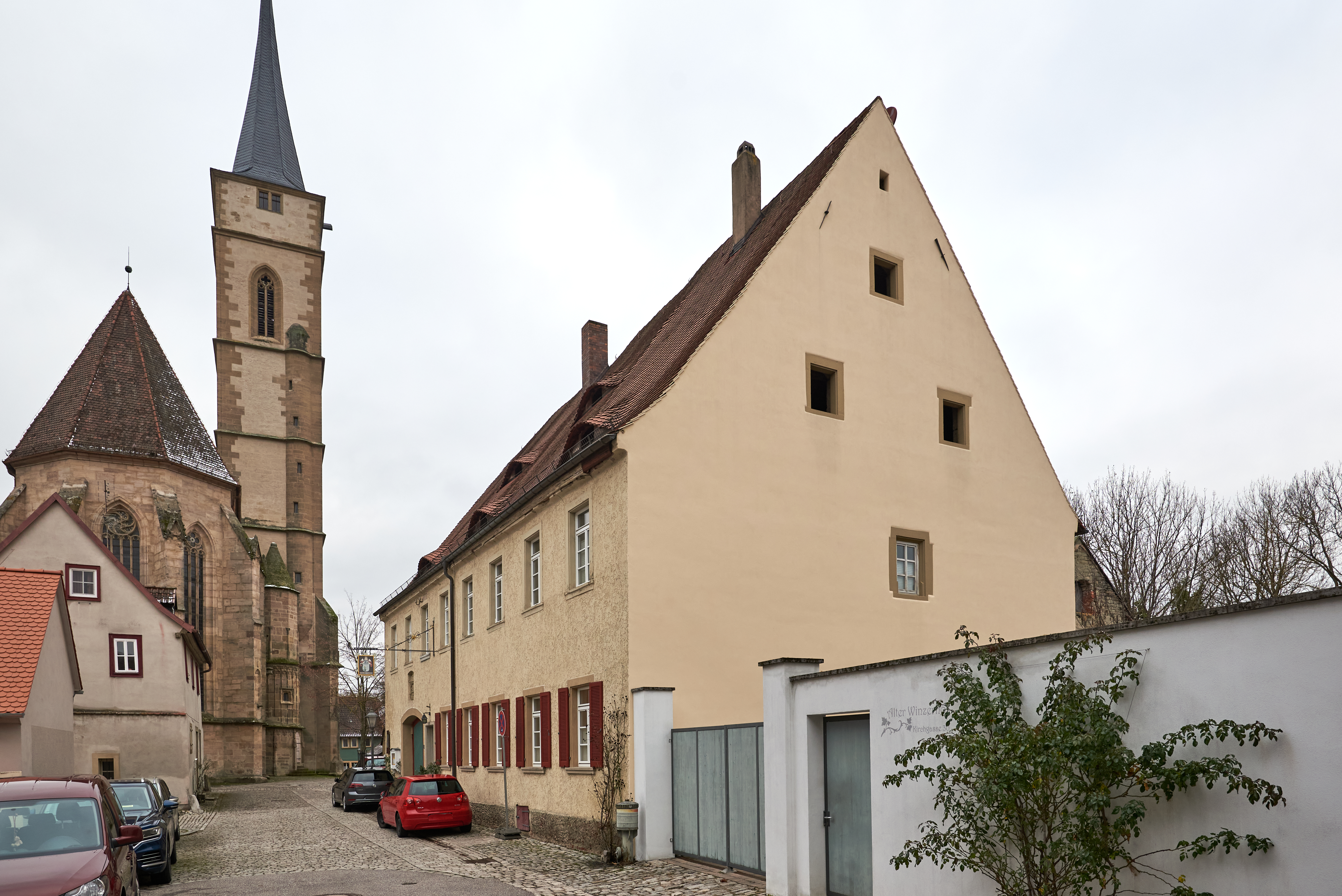
Der Wenkheimer Hof nahe der Iphöfer Veitskirche

Der Wenkheimer Hof (Adresse Kirchgasse 32; früher Hausnummer 57) ist ein denkmalgeschütztes Gebäude in der Kirchgasse des Kernortes der Stadt Iphofen im unterfränkischen Landkreis Kitzingen.

## Geschichte
Die Geschichte des Hauses, das zu den ältesten Baulichkeiten in der Iphöfer Innenstadt gehört, ist eng mit der Familie von Wenkheim verbunden. Die Herren von Wenkheim erhielten im Jahr 1438 den Schwanberg als erbliches Lehen. Um die Verwaltung des so erworbenen Besitzes leisten zu können, erwarb Kilian von Wenkheim am 29. September 1539 ein Haus am Iphöfer Kirchhof. Der Verkaufspreis war mit 245 Gulden hoch angesetzt, das Grundstück war mit mehreren Häusern bebaut, wobei als Vorbesitzer Veronika Merzin und Georg Sehm nachweisbar sind. Erst im Jahr 1570 entstand auf der Fläche das heutige Gebäude. Initiator war der damalige Amtmann von Iphofen, Johann Moritz von Wenkheim († 1575). Dieser ließ das Ehewappen Wenkheim-Stiebar über dem Portal anbringen. 
Der Baumeister des Hauses ist durch eine Inschrift am Türsturz verewigt. Es handelte sich um Friedrich Müller, der in den Quellen ansonsten nicht mehr nachweisbar ist. Im Jahr 1603 zog die verwitwete Schwiegertochter von Johann Moritz, Agathe Rosina in den Räumlichkeiten ein. Sie und ihr Ehemann gehörten zu einer Gruppe von Protestanten, die in der Zeit der Gegenreformation mehrmals im Haus zu klandestinen Treffen zusammenkamen. Am 17. September 1668 verkaufte Amalia Eleonore von Eltershofen, die Tochter der Agathe Rosina, das Haus an das Würzburger Juliusspital. Nach einer Reihe von Besitzerwechseln gelangte das Haus im Jahr 1826 für 1600 Gulden an die Stadt, die hier eine Schule für Knaben einrichtete. Erst 1879 verkaufte die Stadt das Haus an Adam Saly, heute besitzt die Familie Guckenberger den Wenkheimer Hof.

## Beschreibung
Der Wenkheimer Hof wird vom Bayerischen Landesamt für Denkmalpflege als Baudenkmal eingeordnet. Außerdem sind die untertägigen Überreste von Vorgängerbauten als Bodendenkmäler registriert. Das Haus ist ein Teil des Ensembles Altstadt Iphofen. Das Haus präsentiert sich als zweigeschossiger traufständiger Steilsatteldachbau mit Tordurchfahrt. Das Haus wurde im 20. Jahrhundert verputzt, was das historische Erscheinungsbild stark veränderte. Als Rest der ursprünglichen Gebäudegestaltung hat sich eine Wappenkartusche aus dem Jahr 1570 erhalten. Die einzelnen Elemente sind allerdings durch voranschreitende Verwitterung abgeplatzt. Dagegen entspricht die Dachlandschaft des Hauses mit mehreren Fledermausgauben noch weitgehend dem historischen Bestand.